# Sekondi-Takoradi
Die Zwillingsstadt Sekondi-Takoradi ist die Hauptstadt der Western Region (also der westlichen Region) des westafrikanischen Staates Ghana.
Sekondi-Takoradi liegt am westlichen Küstenabschnitt Ghanas und ist mit seinen etwa 335.000 Einwohnern die drittgrößte Stadt des Landes nach Accra und Kumasi (Angaben über die Einwohnerzahlen der Städte Ghanas sind allerdings nicht sehr exakt). Die Bewohner der Zwillingsstadt sprechen unterschiedliche einheimische Sprachen, am verbreitetsten sind Ahanta, Nzema, Sehwi, Wasa, Brosa / Aowin (Dialekte des Anyin) und Gwira/ Pepesa.
Die wirtschaftliche Bedeutung der Stadt ergibt sich aus der örtlichen Industrie (Holzindustrie, Zement, Zigaretten, Schiffbau, Eisenbahnreparaturwerk) und seiner zentralen Stellung im Verkehrsnetz Ghanas. Die beiden einzigen Eisenbahnstrecken des Landes von Accra und von Kumasi enden hier und es gibt einen großen Hafen.
Seit 2008 befindet sich hier ein großes, 20.000 Menschen fassendes Sportstadion, das Sekondi-Takoradi-Stadion.
1946 ist die Doppelstadt aus den bis dahin selbstständigen Nachbarstädten Sekondi und Takoradi gebildet worden.

## Sekondi

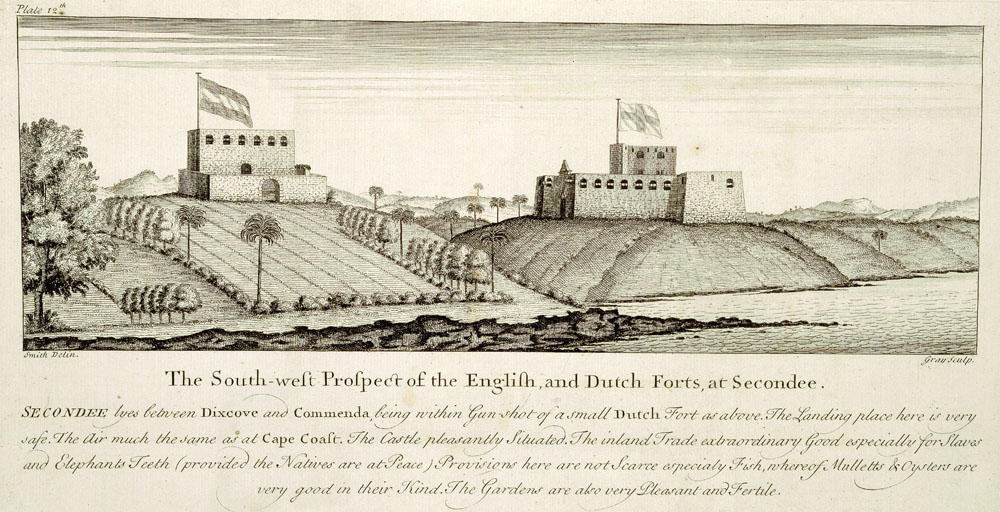
Historische Darstellung der Forts von Sekondi

Nachtbild des Stadions von Sekondi-Takoradi

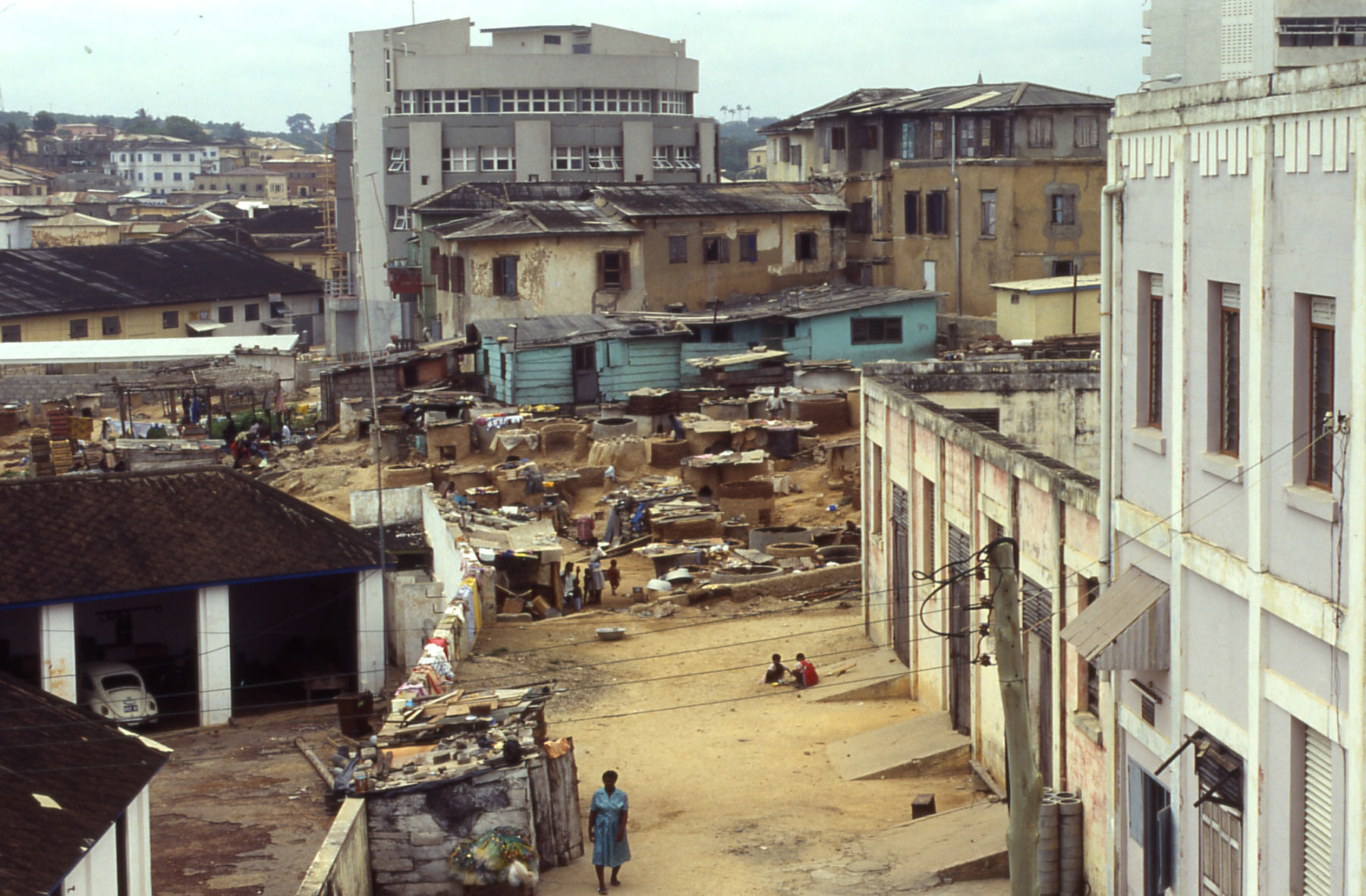
Fischräucherei in Takoradi

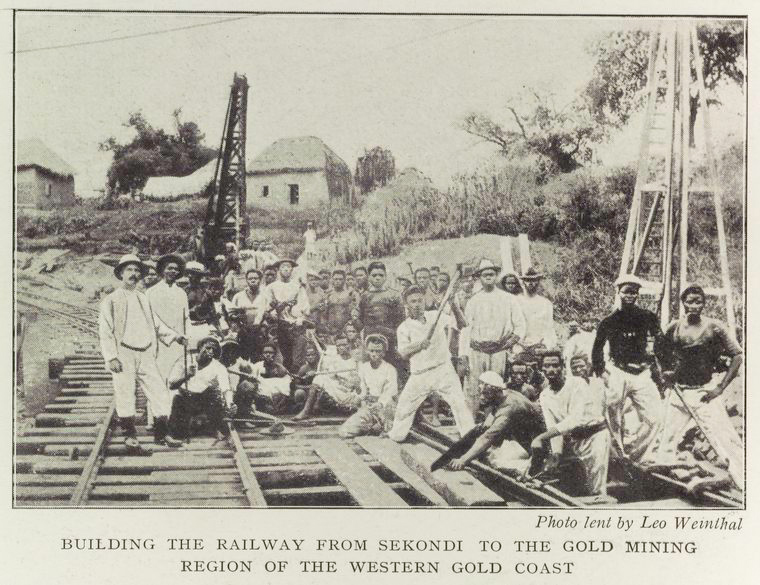
Bau der Eisenbahn von Takoradi zu den Goldminen des Landesinneren 1910

Sekondi, Ende des 17. Jahrhunderts um zwei englische bzw. niederländische Forts (Fort Orange und Fort Sekondi, siehe auch hier) herum entstanden, ist dabei der ältere Stadtteil und Sitz der regionalen Verwaltung. Hier befindet sich außerdem ein kleiner Fischereihafen mit einer Bootswerft und Ghanas (nicht sehr große) Marinebasis. Sekondi profitierte wirtschaftlich von der 1903 fertiggestellten Bahnlinie nach Kumasi und damit zu den Goldfeldern und Holzeinschlaggebieten der Ashanti Region.
Sekondi ist der Sitz der Regionalverwaltung für die Western Region.

## Takoradi
Der wirtschaftlich bedeutendere Teil der Stadt ist heute dennoch das westlich von Sekondi gelegene Takoradi. Auch bei Takoradi hat es im 17. Jahrhundert eine kleine Befestigung (Taccorary, siehe auch hier) gegeben, die mehrfach ihren europäischen Besitzer wechselte – u. a. war sie auch brandenburg-preußischer Besitz. Bis in die 1920er Jahre war Takoradi dennoch nur ein kleines Fischerdorf, damals noch unter dem Namen Amanful. Das änderte sich erst ab 1920, als hier der erste Tiefwasserhafen Ghanas gebaut wurde und Takoradi eine Eisenbahnverbindung ins nahe gelegene Sekondi erhielt. Heute ist der Hafen von Takoradi nach dem Hafen von Tema bei Accra der zweitgrößte Ghanas. Es gibt hier Sägewerke und andere Industrien. Der Flughafen von Takoradi war im Zweiten Weltkrieg ein wichtiger Umschlagplatz auf der transatlantischen Versorgungsroute für die alliierten Streitkräfte in Nordafrika.

## Bildung
Sekondi-Takoradi ist ein bedeutendes Bildungszentrum für die Western Region und ganz Ghana. Es beherbergt das Takoradi Polytechnic und eines der führenden Berufsausbildungszentren des Landes (Takoradi Technical Institute TTI, 1400 Studenten in zwei Schichten, Ausbildungsrichtungen: Kfz, Elektro, Mechanik, Schweißen, Sanitärinstallation, Computer), das mit deutschen Mitteln aufgebaut und bis 2005 gefördert wurde (GTZ/GOPA).
Das TTI beherbergt ein mit Hilfe des MIT im Rahmen der Städtepartnerschaft Boston-Sekondi-Takoradi (s. u.) eingerichtetes Fabrication Lab, das erste seiner Art in Afrika.
Siehe auch: APTI

## Berühmte Töchter und Söhne der Stadt
- Joseph Henry Mensah (1928–2018), Politiker
- Ayi Kwei Armah (* 1939), Schriftsteller
- George Kingsley Acquah (1942–2007), Jurist und Politiker
- Gyedu-Blay Ambolley (* 1947), Highlife Musiker, Songwriter, Produzent, und Komponist
- Mary Broh (* 1951), Bürgermeisterin von Monrovia
- Kim Grant (* 1972), Fußballspieler
- Samuel Inkoom (* 1989), Fußballspieler
- Isaac Botsio (* 1999), Sprinter
- Aaron Essel (* 2005), Fußballspieler

## Klimatabelle
|                       | Jan  | Feb  | Mär  | Apr  | Mai  | Jun  | Jul  | Aug  | Sep  | Okt  | Nov  | Dez  |   |      |
| Mittl. Tagesmax. (°C) | 30,4 | 31,0 | 31,3 | 31,1 | 30,2 | 28,4 | 27,3 | 26,8 | 27,6 | 28,8 | 30,0 | 30,3 | ⌀ | 29,4 |
| Mittl. Tagesmin. (°C) | 21,8 | 22,6 | 23,1 | 23,2 | 23,1 | 22,8 | 21,8 | 21,1 | 21,7 | 22,1 | 22,2 | 22,1 | ⌀ | 22,3 |
|                       |      |      |      |      |      |      |      |      |      |      |      |      |   |      |
| Niederschlag (mm)     | 31   | 35   | 79   | 115  | 250  | 346  | 120  | 43   | 57   | 138  | 77   | 31   | Σ | 1322 |
|                       |      |      |      |      |      |      |      |      |      |      |      |      |   |      |
| Sonnenstunden (h/d)   | 6,7  | 7,4  | 7,4  | 7,2  | 6,2  | 4,4  | 4,8  | 4,3  | 4,2  | 6,3  | 8,1  | 7,4  | ⌀ | 6,2  |
|                       |      |      |      |      |      |      |      |      |      |      |      |      |   |      |
| Regentage (d)         | 2    | 3    | 6    | 7    | 13   | 17   | 9    | 8    | 8    | 10   | 7    | 2    | Σ | 92   |
|                       |      |      |      |      |      |      |      |      |      |      |      |      |   |      |
| Luftfeuchtigkeit (%)  | 86   | 85   | 83   | 84   | 84   | 86   | 87   | 87   | 87   | 87   | 86   | 85   | ⌀ | 85,6 |

| 21,8 |

| 22,6 |

| 23,1 |

| 23,2 |

| 23,1 |

| 22,8 |

| 21,8 |

| 21,1 |

| 21,7 |

| 22,1 |

| 22,2 |

| 22,1 |

| 21,8 |

| 22,6 |

| 23,1 |

| 23,2 |

| 23,1 |

| 22,8 |

| 21,8 |

| 21,1 |

| 21,7 |

| 22,1 |

| 22,2 |

| 22,1 |